# یاروسلاف کونچنی
یاروسلاف کونچنی (چکی: Jaroslav Konečný؛ ۱۴ ژانویهٔ ۱۹۴۵ – ۱ اوت ۲۰۱۷) بازیکن هندبال اهل چکسلواکی بود.